# Tinea messalina
Tinea messalina é uma espécie de insetos lepidópteros, mais especificamente de traças, pertencente à família Tineidae.
A autoridade científica da espécie é Robinson, tendo sido descrita no ano de 1979.
Trata-se de uma espécie presente no território português.